# Wolfgang Habich
Wolfgang Habich (* 17. Juni 1944) ist ein ehemaliger deutscher Fußballspieler. Der Offensivspieler kam bei Alemannia Aachen in den Runden 1969/70 und 1970/71 in der Bundesliga fünf Mal zum Einsatz. In der damals zweitklassigen Regionalliga West absolvierte er 1970/71 für die „Kartoffelkäfer“ zehn Spiele und erzielte ein Tor.

## Laufbahn
Der in der Jugend des TuS Warstein großgewordene Stürmer gehörte bis 1967 seinem Heimatverein an. Zur Runde 1967/68 schloss er sich der Amateurmannschaft des Bundesligisten Alemannia Aachen an. Durch seine Einsätze in der Regionalauswahl des Mittelrheins im Länderpokal im Oktober und November 1967 machte er die Beobachter des DFB auf sich aufmerksam und wurde im Frühjahr 1968 in den Kader der Amateurnationalmannschaft aufgenommen. Habich wurde jeweils am 20. März beziehungsweise 1. Mai 1968 bei den Länderspielen gegen Österreich und Italien im Angriff der DFB-Amateure auf Linksaußen eingewechselt.
Als die „Tivoli-Elf“ in der Saison 1968/69 überraschenderweise in der Bundesliga die Vizemeisterschaft erringen konnte, wurde der Angreifer am 14. Spieltag, den 9. November 1968, durch Trainer Michael Pfeiffer in der 75. Minute für Hans-Josef Kapellmann bei der 0:1-Heimniederlage gegen Borussia Dortmund eingewechselt. Unter dem neuen Trainer Georg Stollenwerk kam Habich in der Hinrunde 1969/70 nicht zum Einsatz. Unter seinem Nachfolger Willibert Weth wurde er im April und Mai 1970 in vier Bundesligaspielen gegen den Hamburger SV (0:2), 1. FC Kaiserslautern (1:1), Borussia Dortmund (1:3) und am Schlusstag der Runde, den 3. Mai 1970, beim Heimspiel gegen den MSV Duisburg eingesetzt. Die Alemannia verabschiedete sich mit einem 3:2-Erfolg aus der Bundesliga. Zusammen mit Werner Scholz (Tor), Rolf Pawellek, Erwin Hermandung, Josef Thelen, Christoph Walter, Heinz Kulik, Karl-Heinz Bechmann, Werner Tenbruck, Erwin Hoffmann und Herbert Gronen hatte er für den fünften doppelten Punktgewinn der Runde gesorgt.
In der Fußball-Regionalliga West kamen in der Saison 1970/71 unter den Trainern Hermann Lindemann und Volker Kottmann zehn Ligaspiele mit einem Tor – beim 4:0-Heimerfolg am 27. September 1970 gegen Eintracht Gelsenkirchen – hinzu. Es folgte 1971/72 eine Runde beim Bonner SC, ehe sich Habich ab 1972 wieder seinem Heimatverein TuS Warstein anschloss. Beruflich betätigte er sich als Leiter einer Versicherungsagentur.